# Real Automóvil Club de España
Real Automóvil Club de España é uma organização de automobilismo espanhola.